# Wattens
Wattens est une commune autrichienne du district d'Innsbruck-Land dans le Tyrol.
La commune est le siège de la Swarovski International Holdings, entreprise mondialement connue pour sa fabrication de sculptures en cristal sous la marque Swarovski. Daniel Swarovski (1862 - 1956), son fondateur, est mort à Wattens.

## Histoire

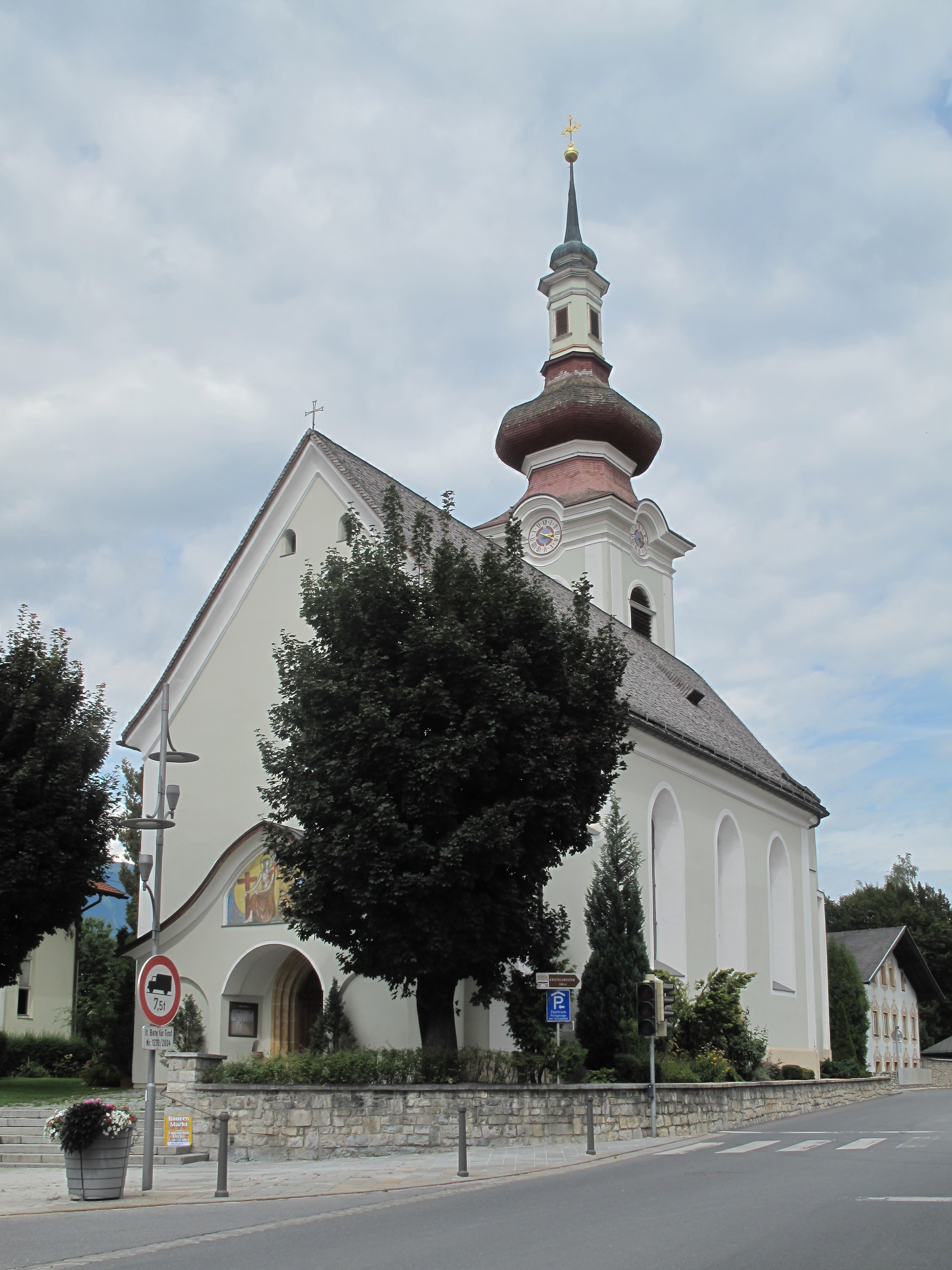
Église : die Laurentskirche.

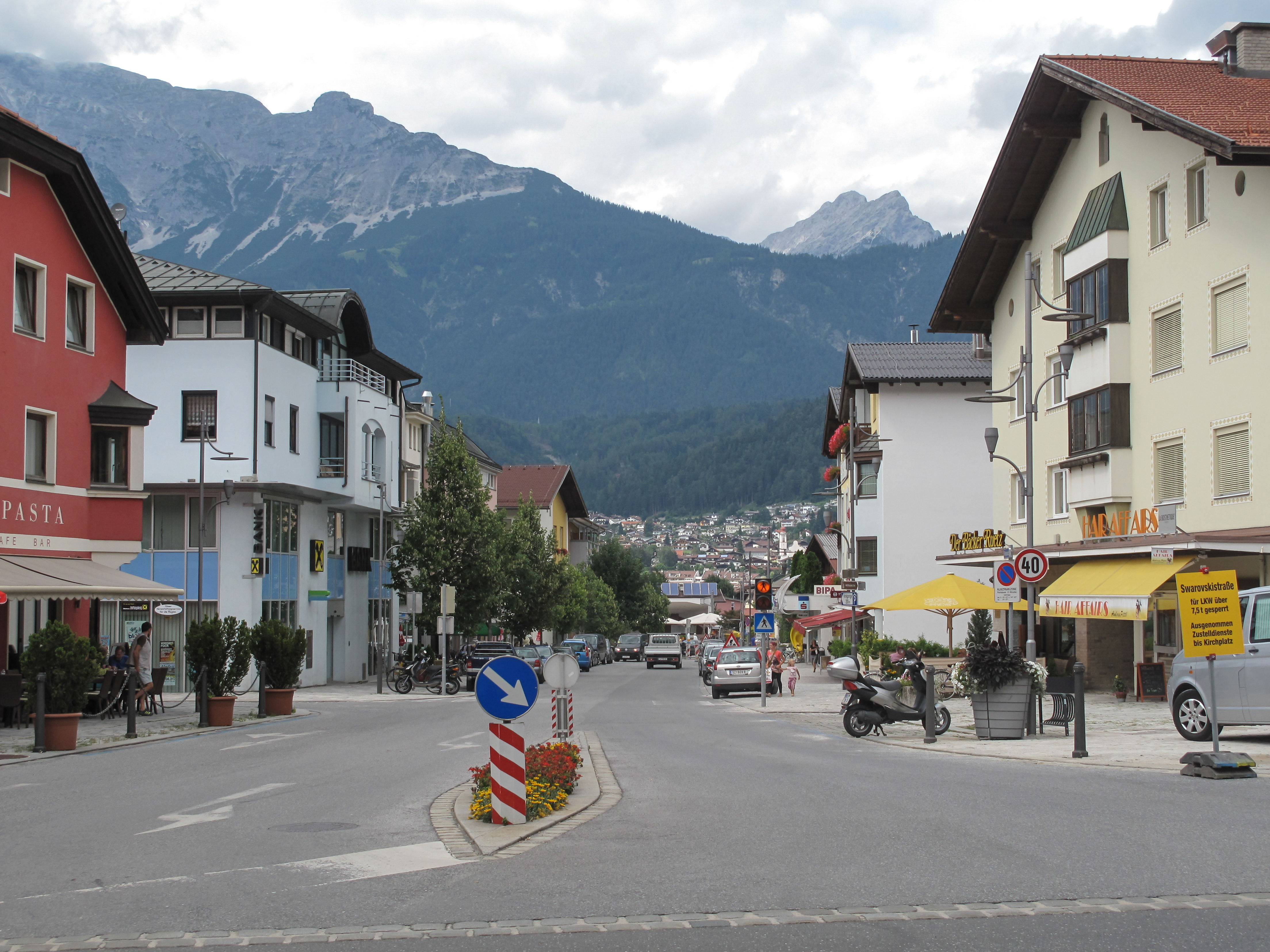
Wattens, vue dans la rue.

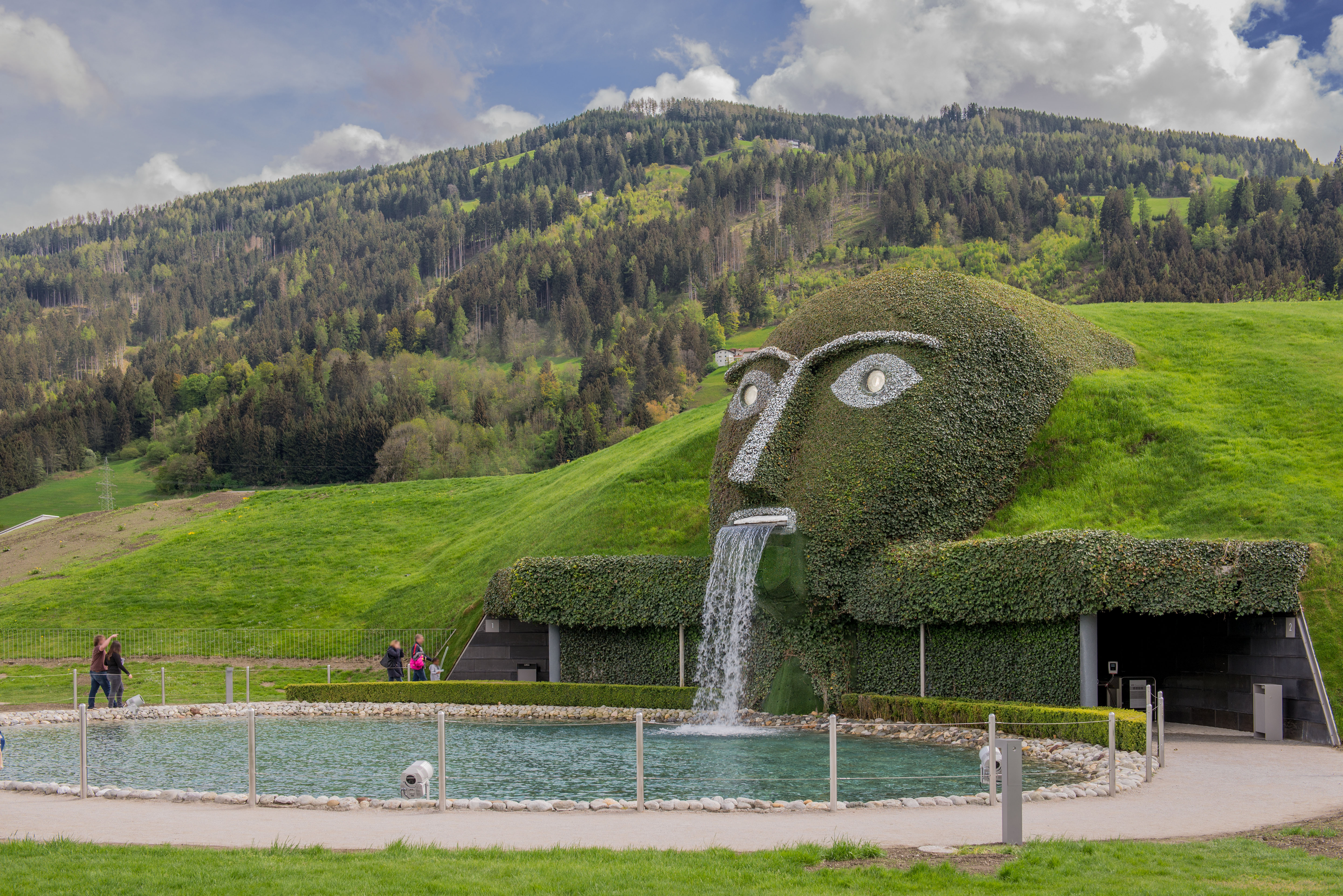
Le géant Swarovski.

## Personnalités
- Daniel Swarovski (1862 - 1956), fondateur de la Swarovski International Holdings, mort à Wattens le 23 janvier 1956.
- Bienheureux Jakob Gapp, prêtre marianiste, martyr du nazisme, né à Wattens le 26 juillet 1899 et mort dans la Prison de Plötzensee (Berlin) le 13 août 1943.

## Sport
Le club de football local, le WSG Tirol, est promu lors de la saison 2019-2020 dans l'élite du football autrichien.